# 放射線影響協会
公益財団法人放射線影響協会（ほうしゃせんえいきょうきょうかい、英称: Radiation Effects Association; REA）は、元文部科学省所管の公益財団法人。略称は放影協。
原子力の利用を促進するため、特に低線量放射線の生物・環境影響に関する調査研究の実施および助成・奨励、放射線影響に関する知識の普及を行い、もって放射線利用分野における科学技術の振興と国民保健の増進に寄与することを目的とする。

## 沿革
- 1960年5月　実業家、学者など89名の放射線影響協会設立発起人により設立趣意書[3]
- 1960年9月14日 寄附行為認可、放射線医学総合研究所の所在地千葉県千葉市穴川4-9-1に設立
- 1977年11月 原子力発電所等で働く放射線業務従事者を対象に、被曝線量の一元的な登録管理と記録の保管を目的とした「放射線従事者中央登録センター」設置
- 1978年1月 科学技術庁より核原料物質、核燃料物質及び原子炉の規制に関する法律（原子炉等規制法）関係研究炉の従事者に係わる放射線管理記録（被曝線量記録）の引渡機関に指定
- 1978年12月 通商産業大臣より原子炉等規制法の改正に伴い実用炉の従事者に係わる放射線管理記録の引渡機関に指定
- 1984年10月 科学技術庁長官より、放射線業務従事者の被曝線量の測定記録及び健康診断記録の引渡機関に指定[4]
- 1986年6月 国際放射線防護委員会等への出席支援、委員の活動援助等を目的に「ICRP調査研究連絡会」を設置
- 1989年5月 登記上の住所を現在地へ移転
- 1990年11月 登録管理された放射線業務従事者を対象として放射線被曝と健康影響との関係を調べることを目的とした「放射線疫学調査センター」設置
- 2004年4月 「国際情報調査室」を設置[5]